# Diocesi di Mahagi-Nioka
La diocesi di Mahagi-Nioka (in latino: Dioecesis Mahagiensis-Niokaensis) è una sede della Chiesa cattolica nella Repubblica Democratica del Congo suffraganea dell'arcidiocesi di Kisangani. Nel 2021 contava 1.518.460 battezzati su 2.346.140 abitanti. È retta dal vescovo Sosthène Ayikuli Udjuwa.

## Territorio
La diocesi comprende i territori di Mahagi e Aru nella parte orientale della provincia dell'Ituri in Congo.
Sede vescovile è la città di Mahagi, dove si trova la cattedrale di Nostra Signora di Lourdes.
Il territorio si estende su circa 21.000 km² ed è suddiviso in 20 parrocchie.

## Storia
La diocesi di Mahagi fu eretta il 2 luglio 1962 con la bolla Quod Venerabiles di papa Giovanni XXIII, ricavandone il territorio dalla diocesi di Bunia.
Il 30 ottobre 1967 ha assunto il nome attuale di diocesi di Mahagi-Nioka.

## Cronotassi dei vescovi
Si omettono i periodi di sede vacante non superiori ai 2 anni o non storicamente accertati.
- Thomas Kuba Thowa † (2 luglio 1962 - 10 ottobre 1979 dimesso)
- Alphonse-Marie Runiga Musanganya † (4 settembre 1980 - 16 ottobre 2001 ritirato)
- Marcel Utembi Tapa (16 ottobre 2001 - 28 novembre 2008 nominato arcivescovo di Kisangani)
- Sosthène Ayikuli Udjuwa, dal 16 novembre 2010

## Statistiche
La diocesi nel 2021 su una popolazione di 2.346.140 persone contava 1.518.460 battezzati, corrispondenti al 64,7% del totale.
| anno | popolazione | popolazione | popolazione | presbiteri | presbiteri | presbiteri | presbiteri                | diaconi | religiosi | religiosi | parrocchie |
| anno | battezzati  | totale      | %           | numero     | secolari   | regolari   | battezzati per presbitero | diaconi | uomini    | donne     | parrocchie |
| ---- | ----------- | ----------- | ----------- | ---------- | ---------- | ---------- | ------------------------- | ------- | --------- | --------- | ---------- |
| 1970 | 342.787     | 581.864     | 58,9        | 53         | 24         | 29         | 6.467                     |         | 36        | 14        | 15         |
| 1980 | 344.018     | 701.266     | 49,1        | 50         | 22         | 28         | 6.880                     |         | 49        | 91        | 16         |
| 1990 | 442.283     | 941.000     | 47,0        | 57         | 34         | 23         | 7.759                     |         | 26        | 114       | 16         |
| 1999 | 566.000     | 1.036.000   | 54,6        | 76         | 58         | 18         | 7.447                     |         | 20        | 68        | 16         |
| 2000 | 579.661     | 1.137.399   | 51,0        | 71         | 52         | 19         | 8.164                     |         | 21        | 84        | 16         |
| 2001 | 591.672     | 1.198.086   | 49,4        | 78         | 65         | 13         | 7.585                     |         | 18        | 91        | 16         |
| 2002 | 592.126     | 1.520.924   | 38,9        | 85         | 69         | 16         | 6.966                     |         | 22        | 101       | 32         |
| 2003 | 695.450     | 1.220.460   | 57,0        | 86         | 70         | 16         | 8.086                     |         | 18        | 102       | 16         |
| 2004 | 858.789     | 1.563.633   | 54,9        | 86         | 70         | 16         | 9.985                     |         | 18        | 127       | 17         |
| 2013 | 1.160.055   | 1.970.180   | 58,9        | 88         | 79         | 9          | 13.182                    |         | 15        | 118       | 18         |
| 2016 | 1.295.006   | 2.000.295   | 64,7        | 100        | 85         | 15         | 12.950                    |         | 21        | 145       | 20         |
| 2019 | 1.423.000   | 2.198.000   | 64,7        | 103        | 88         | 15         | 13.815                    |         | 21        | 145       | 20         |
| 2021 | 1.518.460   | 2.346.140   | 64,7        | 105        | 90         | 15         | 14.461                    |         | 21        | 145       | 20         |